# Ковадло (геральдика)
Ковадло — негеральдична фігура в геральдиці, що зустрічається на багатьох гербах.

## Використання
Ковадло часто зображується разом з іншими геральдичними фігурами. Рідко зустрічається на гербі окремо і ще рідше у великій кількості. Ковадло, іноді зображуване з молотом, символізує ковальське ремесло. Ковальське ремесло століттями формувало спільноту. Це була діяльність зброярів або важливих партнерів сільського господарства та конярства. Ковадло може бути у багатьох геральдичних кольорах герба, хоча перевага надається чорному, золотому та срібному.
Прикладом є рідкісний і майже не змінений герб міста Рула. Тут коваль зображений спереду за ковадлом, що працює над підковою (інколи працює над мечем і ножем). Існує багато легенд і переказів про те, як з'явився цей герб. Іншим прикладом є герб Гайлігенгауса або Монсі. Мезйоковачгаза показує асортимент ковальської майстерні. У Ноормаркку на ковадлі сидить білка.
Ковадло в геральдиці є символом стійкості до чужого насильства. Ковадло часто брали в герб ті, хто чинив тривалий опір у бою.

На зеленому гербі Весбі срібне ковадло з трьома золотими листками вільхи у главі
Герб Ескільстуни з хмарою
Герб Нурмо
Герб Коммантрі
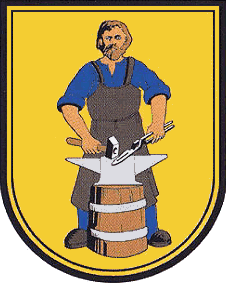
Герб Рула
Герб Гайлігенгауса
Герб Монсі
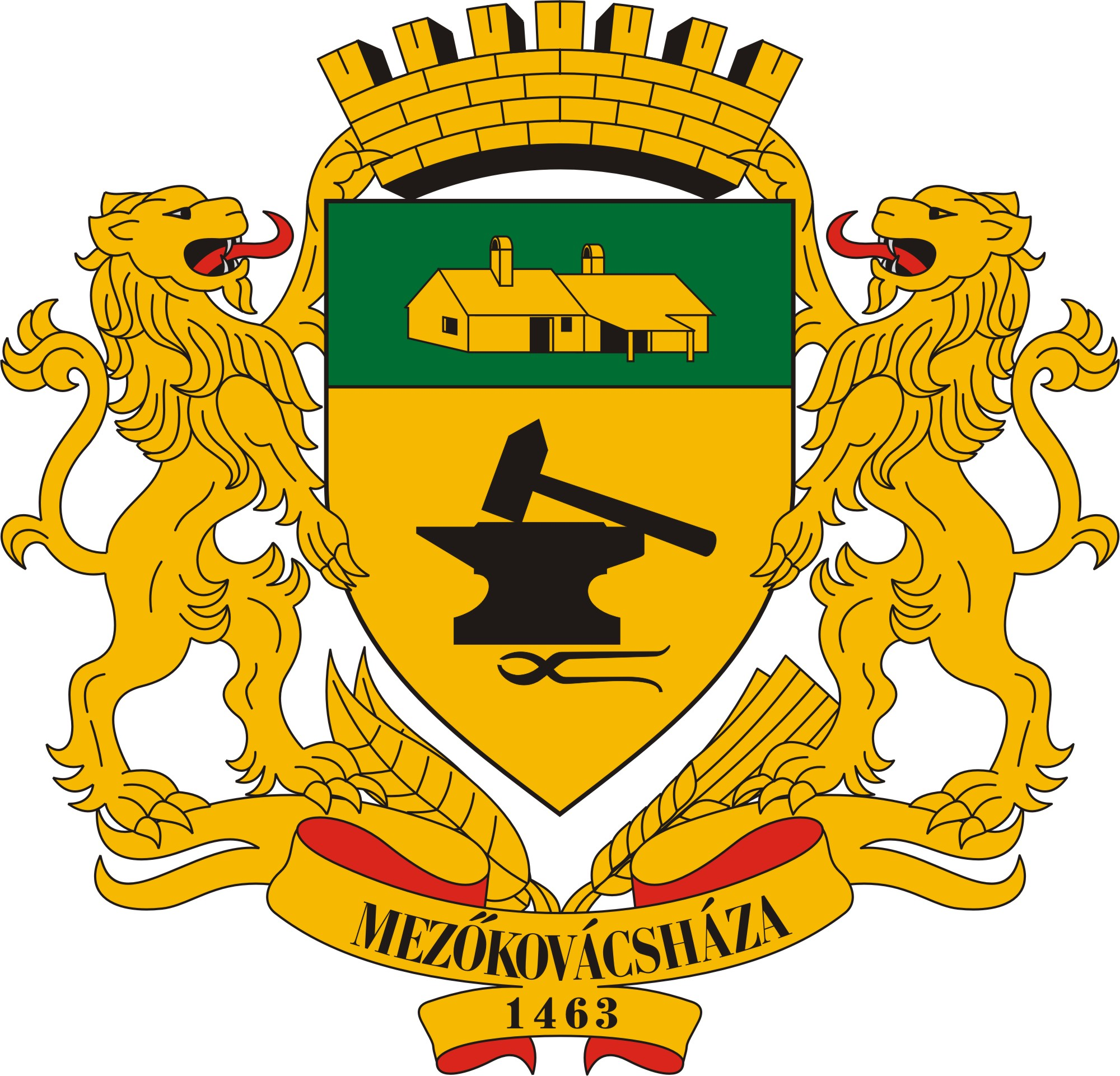
Герб Мезйоковачгаза
Герб Ноормаркку